# Sumaya bint al-Hassan

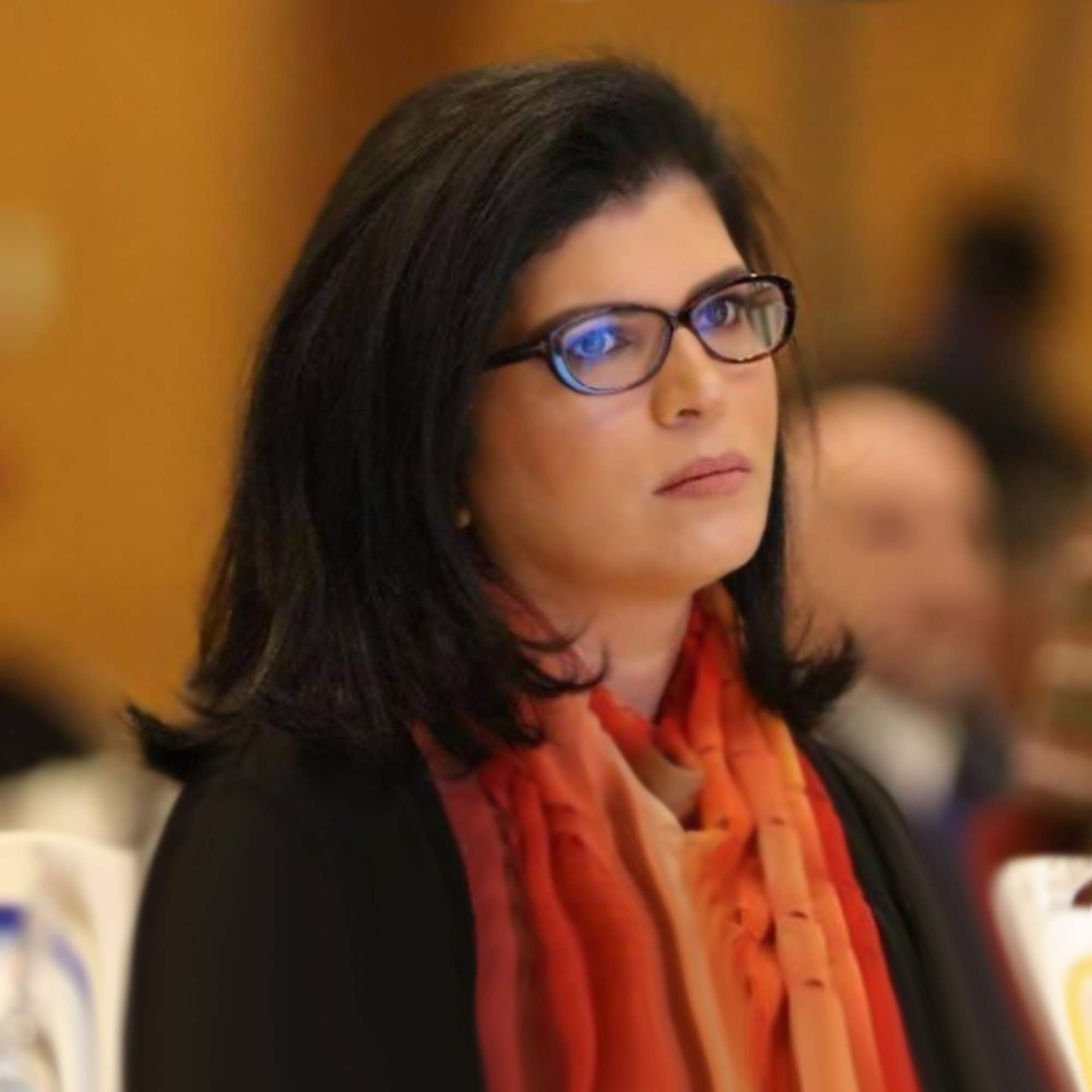
Sumaya bint Hassan (2018)

Sumaya bint al-Hassan, auch bint Hassan oder El Hassan (arabisch سمية بنت الحسن, DMG Sumayya bt. al-Ḥasan; geboren 14. Mai 1971 in Amman) ist eine jordanische Bildungsmanagerin und Prinzessin aus dem Geschlecht der Haschimiten.

## Ausbildung
Sumaya al-Hassan wurde am 14. Mai 1971 als Tochter von Sarvath al-Hassan und ihrem Ehemann, Prinz Hassan ibn Talal, einem Mitglied der haschemitischen Königsfamilie, in Amman geboren. Sumaya hat zwei Schwestern und einen Bruder. Ihre Schulbildung erhielt sie an der Amman Baptist School und an der International Community School sowie an der Sherborne School, einer Mädchenschule im englischen Dorset. Im Anschluss studierte sie am Courtauld Institute of Art an der University of London und schloss mit einem Bachelor of Arts in Kunstgeschichte ab, wobei sie sich insbesondere mit frühen Quellen der islamischen Kunst und Architektur befasste.

## Familie
Sumaya al-Hassan heiratete im August 1992 den damaligen Privatsekretär ihres Vaters und späteren stellvertretenden Premierminister sowie Außenminister Jordaniens, Nasser Judeh. Gemeinsam haben sie vier Kinder, die zwischen 1994 und 1998 geboren sind. Das Paar ließ sich im Jahr 2008 scheiden.

## Beruf
Sumaya al-Hassan war beruflich in London im Victoria and Albert Museum (V&A) London sowie bei Sotheby’s tätig. 1991 war sie Gründerin und Namensgeberin der Princess Sumaya University of Technology (PSUT), der einzigen privaten Nonprofit-Universität in Jordanien. Eigentümerin ist die von ihrem Vater gegründete Royal Scientific Society (RSS). Ziel war es, mit der PSUT ein regionales Zentrum für IT-Forschung und -Entwicklung in Amman aufzubauen. Sumaya ist im Aufsichtsrat der Universität und wurde 2006 zur Präsidentin der Royal Scientific Society berufen. Zuvor gehörte sie deren Kuratorium an.
2004 hat sie das Queen Rania Centre for Entrepreneurship (QRCE) ins Leben gerufen, Jordaniens einziges universitäres Zentrum für Unternehmensgründungen, und lobte den Queen Rania National Business Plan Wettbewerb für angehende studentische Unternehmer aus. Als Bildungsmanagerin widmete sich Sumaya al-Hassan von Anfang an dem Zusammenhang von exzellenter Bildung, Wissenschaft und Technik sowie Investment in Zukunft. Mit dieser Botschaft reist sie zu internationalen Wissenschafts- und Bildungskongressen.
In ihrer Eigenschaft als Präsidentin der Royal Scientific Society ist Sumaya al-Hassan Mitglied des Higher Council for Science and Technology (HCST), einem Regierungsorgan, das den jordanischen Staat zu Fragen und Entwicklungen von Wissenschaft und Technologie berät. Außerdem wurde sie zur Vorsitzenden des Gouverneursrates der UN-Wirtschafts- und Sozialkommission für Westasien (UN-ESCWA) gewählt.
Sie war eine der Wegbereiter von SESAME, dem „Cern des Nahen Ostens“, das unter der Schirmherrschaft der UNESCO und in enger Zusammenarbeit von acht Ländern der Region entstand. Im Mai 2017 leitete Sumaya al-Hassan die jordanische Delegation bei der offiziellen Eröffnung von SESAME. Nach wie vor ist sie eine der wichtigen Unterstützer des Projektes, bei dem auch Wissenschaftler aus Israel und dem Iran gemeinsam forschen.
Im November 2017 leitete Sumaya al-Hassan das 8. Weltwissenschaftsforum, das in Jordanien unter dem Motto „Science for Peace“ am Toten Meer und erstmals im Nahen Osten stattfand.
Prinzessin Sumaya al-Hassan ist seit 2005 stellvertretende Vorsitzende des Kuratoriums der Amman Baccalaureate School, einer internationalen, koedukativen Bildungseinrichtung, sowie Mitglied des Vorstands der Haschemitischen Gesellschaft für Bildung. Sie glaubt fest an die Bedeutung kreativer Bildung nicht erst auf Universitätsebene, sondern bereits auf schulischer Ebene und sieht diese als Schlüssel für den Wandel und den künftigen Wohlstand der Region.
Im Jahr 2009 wurde sie Mitglied des Jordanischen Hochschulrats.
Als begeisterte Archäologin unterstützt sie die Arbeit des British Institute for Archaeological Research in Amman und des Council for British Research in the Levant.
Prinzessin Sumaya ist seit 2019 Präsidentin der World Association of Industrial and Technological Research Organization (WAITRO).

## Ehrungen und Auszeichnungen
Für ihr Engagement zur Förderung von Bildung, Wissenschaft und Forschung wurden Sumaya al-Hassan diverse Ehrungen und Auszeichnungen verliehen, darunter 2006 der Grand Cordon des Ordens des Jordanischen Sterns (Wisam al-Kawkab al-Urdani), 2009 der Lazio Prize Zwischen Europa und dem Mittelmeerraum (Italien), sowie Auszeichnungen des Königreichs der Niederlande, der Republik Frankreich und des Sudan.

## Ehrenämter
- Jordanische Computergesellschaft
- Jordanischer Handballverband[1]
- Arabischer Frauenhandballverband[1]
- Jordanisches Nationalmuseum
- Wadi Faynan Projekt[7]